# 足立真彦
足立 真彦（あだち まさひこ、1998年7月25日 - ）は、愛知県名古屋市出身のプロ野球選手（投手）。右投右打。くふうハヤテベンチャーズ静岡所属。

## 経歴
名古屋市立川原小学校2年次に硬式野球を始めた。名古屋市立川名中学校では名古屋東リトルシニアでプレーした。
中京大学附属中京高等学校では2年次に第97回全国高等学校野球選手権大会に出場するが、足立自身はベンチ外だった。1学年上に中村健人 、同級生に長谷部銀次、1学年下に伊藤康祐、鵜飼航丞、伊藤稜、2学年下に澤井廉がいた。
進学した静岡大学では最速142k/mを記録したが、目立った活躍はなかった。1学年上に奥山皓太、3学年下に佐藤啓介がいた。
社会人の全足利クラブで1年間プレーした後、ベースボール・チャレンジ・リーグ（ルートインBCリーグ）の信濃グランセローズに入団した。1年目の2022年から主に中継ぎとして起用され、2023年には14セーブで北地区の最多セーブのタイトルを獲得した。2024年には先発に回り8勝を記録した。シーズン終了後の11月7日に信濃から自由契約で退団することが発表された。
前年よりウエスタンリーグに参入したくふうハヤテベンチャーズ静岡のトライアウトに参加し、2024年12月16日に入団が発表された。背番号は18。

## 詳細情報

### 独立リーグでの投手成績
2023年までは一球速報.com、2024年はリーグデータサイトより。
| 年 度     | 球 団     | 登 板 | 先 発 | 完 投 | 完 封 | 無 四 球 | 勝 利 | 敗 戦 | セ 丨 ブ | ホ 丨 ル ド | 勝 率 | 打 者 | 投 球 回 | 被 安 打 | 被 本 塁 打 | 与 四 球 | 敬 遠 | 与 死 球 | 奪 三 振 | 暴 投 | ボ 丨 ク | 失 点 | 自 責 点 | 防 御 率 | W H I P |
| --------- | --------- | ----- | ----- | ----- | ----- | -------- | ----- | ----- | -------- | ----------- | ----- | ----- | -------- | -------- | ----------- | -------- | ----- | -------- | -------- | ----- | -------- | ----- | -------- | -------- | ------- |
| 2022      | 信濃      | 26    | 0     | 0     | 0     | 0        | 1     | 1     | 2        | 0           | .500  | 92    | 25.2     | 15       | 1           | 1        | -     | 0        | 22       | 1     | 0        | 4     | 4        | 1.40     | 0.62    |
| 2023      | 信濃      | 32    | 0     | 0     | 0     | 0        | 2     | 1     | 14       | 0           | .667  | 130   | 30.2     | 27       | 3           | 12       | -     | 1        | 40       | 0     | 0        | 13    | 10       | 2.94     | 1.27    |
| 2024      | 信濃      | 18    | 17    | 1     | 1     | 1        | 8     | 5     | 0        | 0           | .615  | 439   | 105.0    | 115      | 6           | 18       | -     | 6        | 88       | 3     | 1        | 58    | 49       | 4.20     | 1.27    |
| 通算：3年 | 通算：3年 | 76    | 17    | 1     | 1     | 1        | 11    | 7     | 16       | 0           | .611  | 661   | 161.1    | 157      | 10          | 31       | -     | 7        | 150      | 4     | 1        | 75    | 63       | 3.51     | 1.17    |

- この字体はリーグ最高。

### 背番号
- 15（2022年 - 2024年）
- 18（2025年 - ）